# Cahuzac (Aude)
 Cahuzac  es una población y comuna francesa, en la región de Languedoc-Rosellón, departamento de Aude, en el distrito de Carcasona y cantón de Belpech.

## Demografía
| 55 | 46 | 32 | 29 | 32 | 38 |
| Para los censos de 1962 a 1999 la población legal corresponde a la población sin duplicidades (Fuente: INSEE [Consultar]) |    |    |    |    |    |